# Nunnington
Nunnington – wieś w Anglii, w hrabstwie North Yorkshire, w dystrykcie (unitary authority) North Yorkshire, położona nad rzeką Rye. Leży 28 km na północ od miasta York i 305 km na północ od Londynu.